# Philanthus pulchellus
Philanthus pulchellus é uma espécie de insetos himenópteros, mais especificamente de vespas pertencente à família Crabronidae.
A autoridade científica da espécie é Spinola, tendo sido descrita no ano de 1843.
Trata-se de uma espécie presente no território português.

## Comportamento
As fêmeas desta espécie fazem ninhos com várias células. O ninho pode ser fechado de maneira temporária, em alturas em que se dá o aprovisionamento de comida. Podem capturar abelhas e vespas, incluindo indivíduos da mesma espécie.

## Sinónimos
Segundo o sítio Sphecidae of Europe, a espécie tem os seguintes sinónimos:
- Philanthus sieboldti Dahlbom, 1845
- Philanthus andalusiacus Kohl, 1888